# Henri de Trégor
Henri Ier de Trégor (mort début 1183) est comte de Trégor et seigneur  de Goëlo et d'Avaugour de 1137 à 1183.

## Biographie
Troisième fils d'Étienne Ier de Penthièvre et d'Havoise de Blois dite de Guingamp.
Henri n'assume aucune responsabilité avant son mariage en 1151 lorsqu'il obtient dans le partage du patrimoine paternel le Trégor avec la seigneurie d'Avaugour, Guingamp et également le Goëlo. C'est à cette époque qu'il installe dans l'Abbaye Sainte-Croix de Guingamp l'une de ses concubines et des prostituées...Le scandale est tel qu'il nécessite l'intervention du pape Eugène III et de Jean de la Grille premier abbé devenu évêque de Saint-Malo. Henri se repent de sa conduite honteuse et rend l'abbaye à son abbé légitime Moyse 
Son neveu, Conan IV de Bretagne, le dépossède du comté de Guingamp en 1166 mais il le récupère après sa mort en 1171. Toutefois lors du mariage de Constance de Bretagne la fille de Conan IV avec Geoffroy Plantagenêt, Guingamp et le Trégor qui étaient administrés par son fils Alain lui sont de nouveau repris en 1181.
Henri meurt au début de 1183. En 1185 son fils Alain lui avait déjà succédé en Goëlo car il est cité parmi les barons de Bretagne à l'occasion de l'« Assise au comte Geoffroy ».

### Famille et descendance
Il épouse à Mayenne, le 19 septembre 1151, Mathilde, fille de Jean Ier comte de Vendôme, dont il a :
- Henri, né et mort en 1152 ;
- Alain Ier de Penthièvre ;
- Geslin mort après 1239, sénéchal de Goëlo qui épouse la vicomtesse de Tonquédec au nom resté inconnu, ancêtre de la maison des seigneurs de Coëtmen ;
- Conan mort en 1202/1214, seigneur de la Roche Derrien, épouse Eléonore de Porhoët ;
- Alix, épouse de Conan Ier de Léon dit le Bref, vicomte de Léon mort après 1203 ;
- Mathilde, dame de Plouha, épouse de Hervé Le Clerc ;
- Tiphaine, épouse de Guillaume II Le Borgne, seigneur de Créhéren et Sénéchal de Goëlo. Morte en 1237 à Plourhan.

## Sources
- Stéphane Morin, Trégor, Goëlo, Penthièvre. Le pouvoir des Comtes de Bretagne du XIe au XIIIe siècle, Rennes, Presses universitaires de Rennes & Société d'émulation des Côtes-d'Armor, 2010, 406 p. (ISBN 9782753510128).
- Frédéric Morvan la Chevalerie de Bretagne et la formation de l'armée ducale 1260-1341 Presses Universitaires de Rennes, Rennes 2009  (ISBN 9782753508279) « Généalogie no 3 : les Eudonides (branche cadette de la maison de Rennes) ».